# 삼선동
삼선동(三仙洞)은 서울특별시 성북구에 속한 행정동 및 법정동이다. 동쪽으로는 개운산과 남쪽으로 종로구와 경계를 이루는 낙산과, 문화재인 ‘한양도성’ 및 ‘삼군부총무당’이 있어, 교통의 요충지이면서 문화와 교육 등이 골고루 어우러진 도시 속의 도심이다.

## 지명 유래

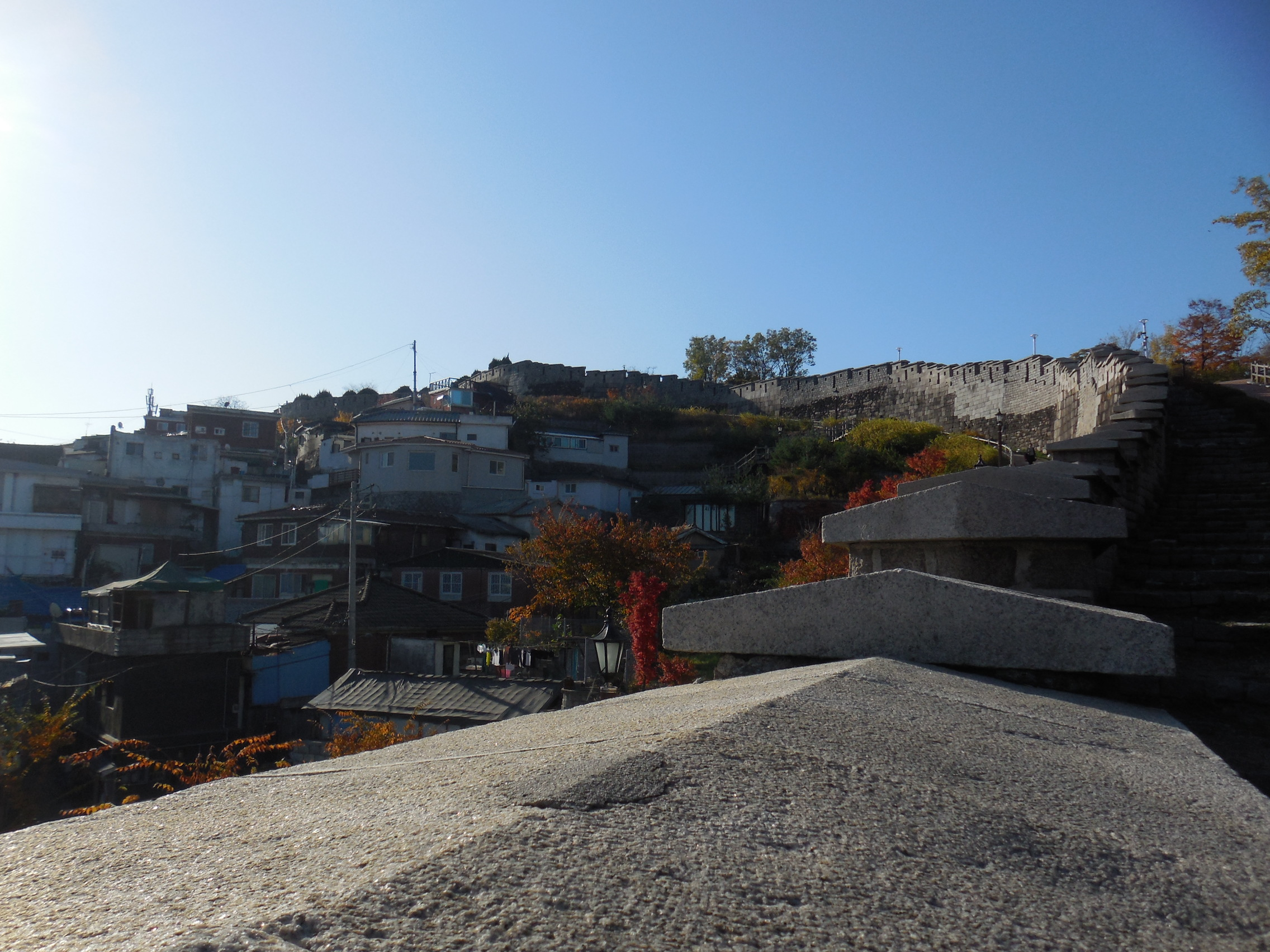
장수마을이 성곽 왼쪽에 보인다.

성북천 남서쪽의 한양도성을 끼고 있는 삼선동은 조선시대에 혜화문 밖의 동소문동, 동선동 일대의 평평한 들판을 ‘삼선평’이라고 칭했기 때문에 연유된 이름인데, 삼선평은 이 동남쪽의 옥녀봉에서 옥녀가 하늘에서 내려온 세 신선과 놀았기 때문에 붙여진 이름이다.
삼선동1가에는 주민참여형 대안적 재개발이 진행 중인 장수마을이 위치한다. 주민들이 장수하기를 바란다는 의미에서 붙은 이름으로, 2008년에 이를 공식명칭으로 확정하였다고 한다.

## 역사
- 조선시대 한성부
- 1894년 한성부 동서 숭신방 동문외계 돈암리
- 1936년 4월 1일 경성부 확장 때 경성부에 편입되어 돈암정(敦岩町)
- 1943년 구제 실시로 동대문구 돈암정
- 1946년 10월 1일 돈암정이 돈암동으로 개칭
- 1949년 8월 13일 동대문구 일부를 분리하여 성북구가 신설되면서 성북구에 편입되었고, 돈암동 일부를 행정동인 삼선동으로 분동[4]
- 1955년 4월 18일 동제실시로 삼선1동 사무소 설치[5]
- 1963년 1월 1일 돈암동 일부를 분리하여 법정동인 삼선동 1·2·3·4·5가를 설치[6]
- 1993년 4월 1일 돈암동 일부 편입[7]
- 2007년 12월 30일 삼선1동, 삼선2동, 돈암동 일부를 삼선동으로 통합

## 교육
- 서울삼선초등학교
- 삼선중학교
- 한성여자중학교
- 경동고등학교
- 한성여자고등학교
- 한성대학교

## 기관
- 성북구청
- 성북경찰서

## 교통
- 한성대입구역
- 성신여대입구역

## 아파트
| 단지명          | 건설사   | 시행사                           | 주소                               | 입주        | 비고             |
| --------------- | -------- | -------------------------------- | ---------------------------------- | ----------- | ---------------- |
| 삼선 푸르지오   | 대우건설 | 삼선1구역 주택재건축정비사업조합 | 성북구 보문로29다길 31 (삼선동2가) | 2008년 3월  | 삼선1구역 재개발 |
| 삼선 힐스테이트 | 현대건설 | 삼선2구역 주택재개발정비사업조합 | 성북구 낙산길 243-15 (삼선동2가)   | 2009년 12월 | 삼선2구역 재개발 |